# Hydraena colombiana
Hydraena colombiana är en skalbaggsart som beskrevs av Perkins 1980. Hydraena colombiana ingår i släktet Hydraena och familjen vattenbrynsbaggar. Inga underarter finns listade i Catalogue of Life.